# Eisenbahnwagen

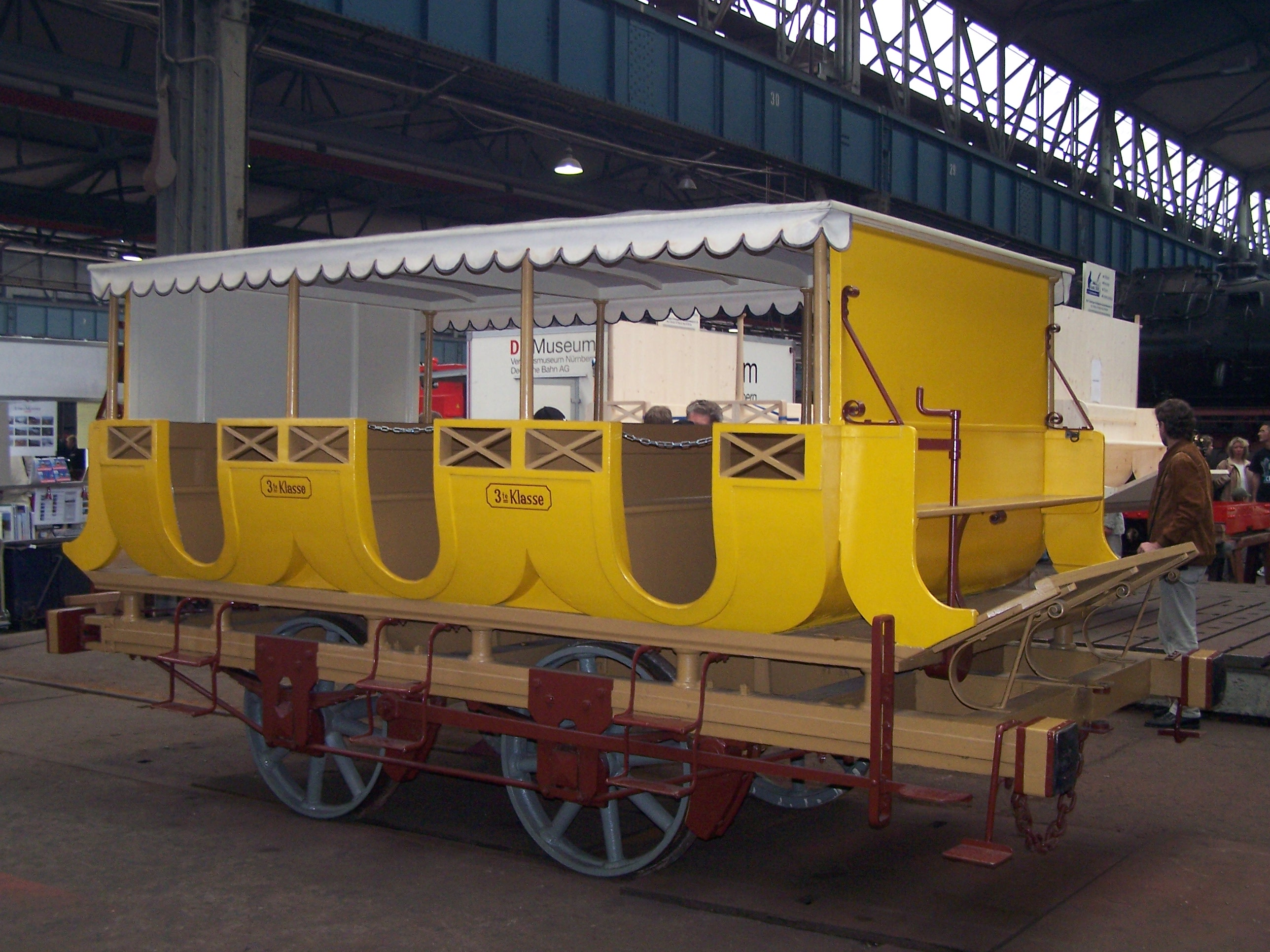
Nachbau von 1935 eines Personenwagens der 3. Wagenklasse der Ludwigseisenbahn, dessen Original unter Leitung des Ingenieurs Paul Camille von Denis entstand

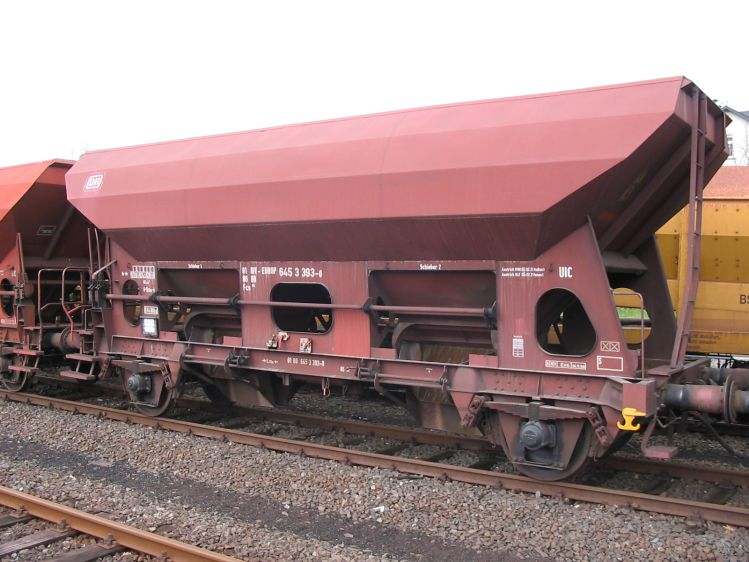
Zweiachsiger Drehschieber-Seitenentladewagen Bauart Fcs^{092} in einem Schotterzug

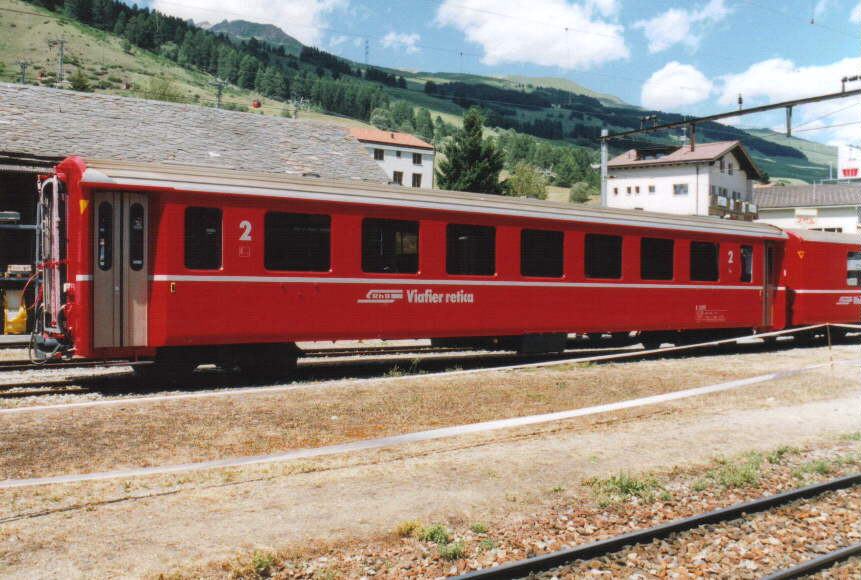
Reisezugwagen der Rhätischen Bahn

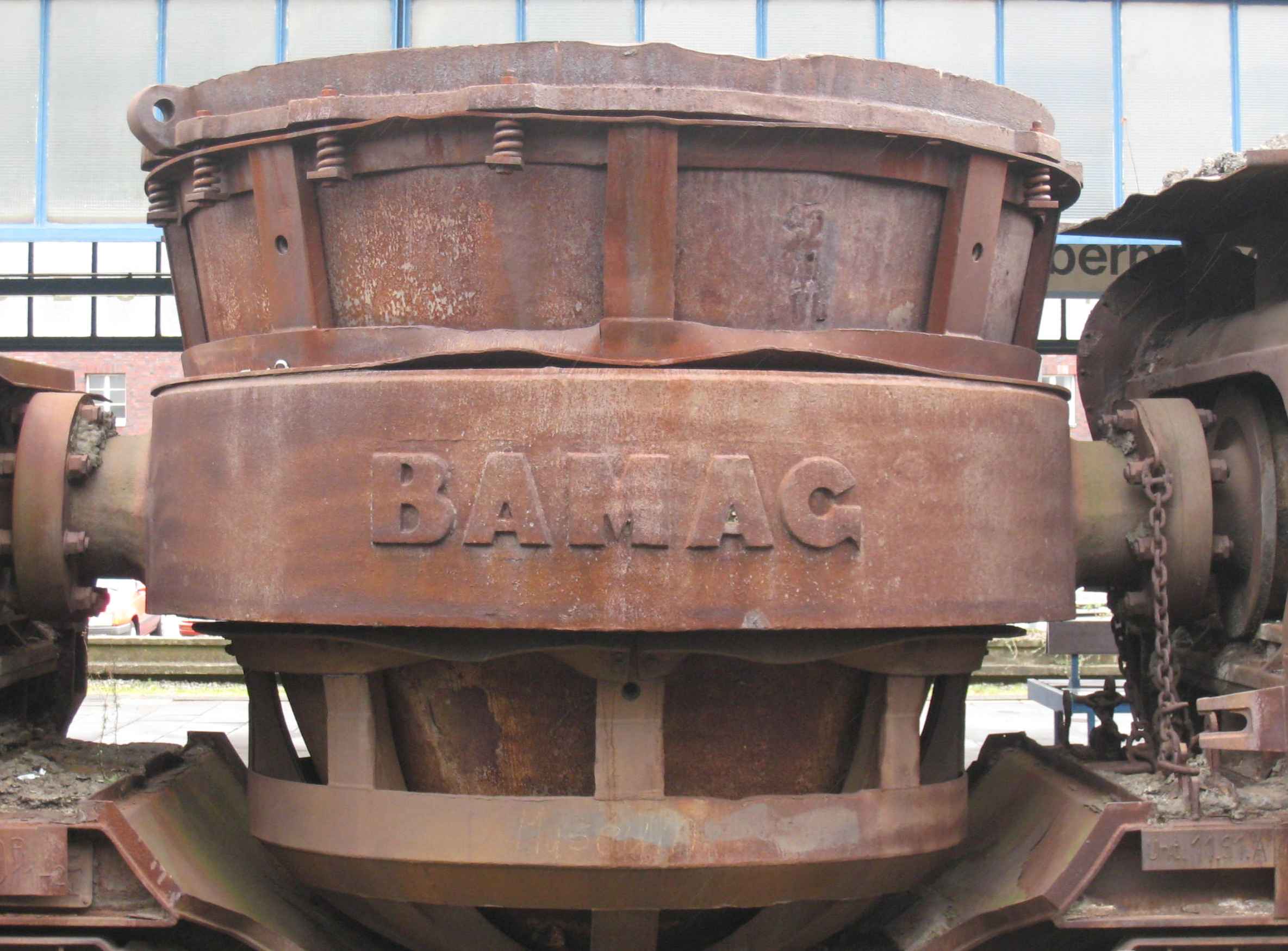
Pfannenwagen zum Transport von flüssiger Schlacke (BAMAG: Berlin-Anhaltische Maschinenbau Aktiengesellschaft)

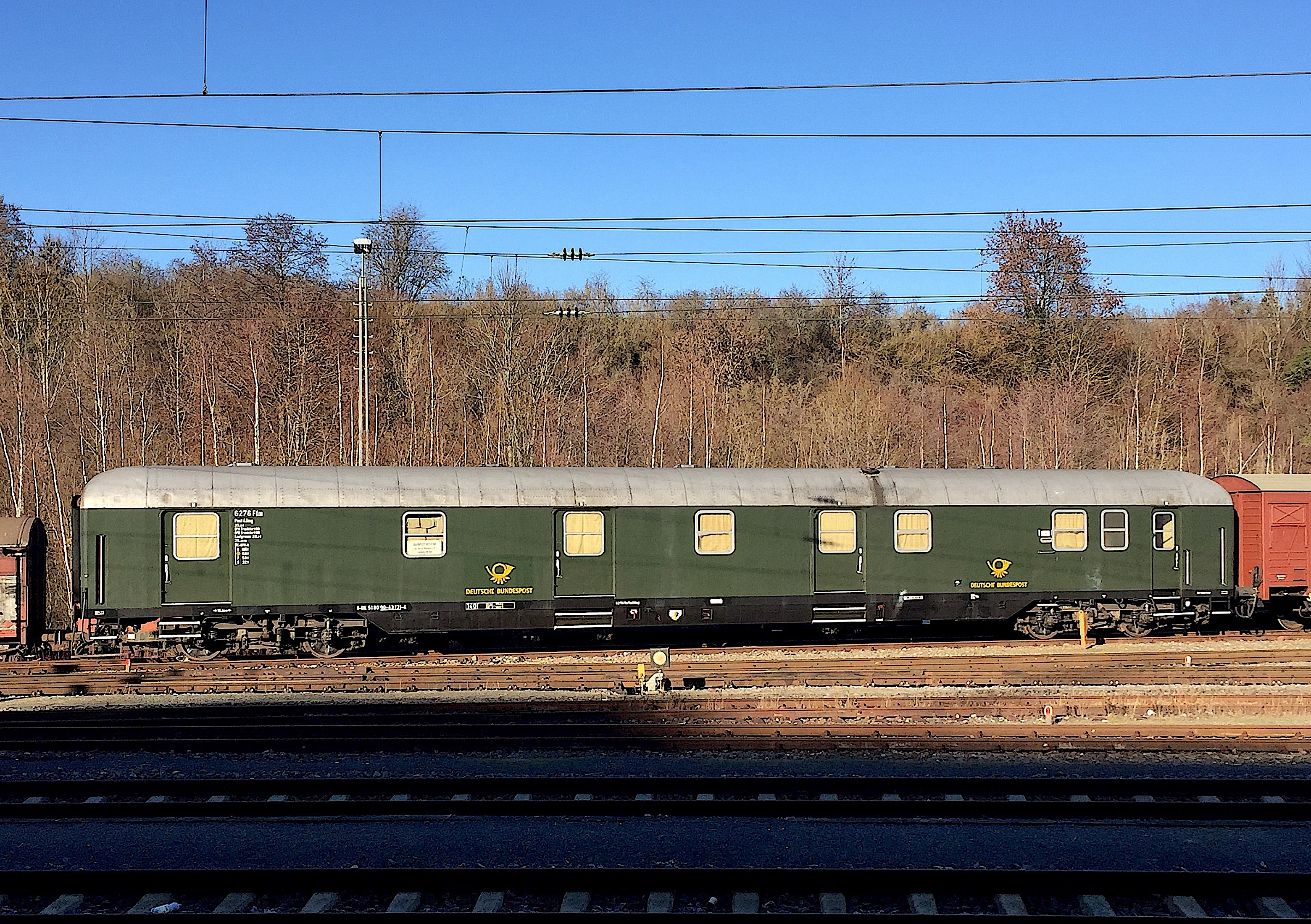
Bahnpostwagen der Deutschen Bundespost

Ein Eisenbahnwagen – auch als Waggon oder Wagon (Aussprache: [vaˈgɔŋ] oder [vaˈɡɔ̃ː], süddt./österr. [vaˈgoːn]; Plural: Waggons, süddt./österr. auch Wagone, Waggone [vaˈgoːnə]) bezeichnet – ist ein Schienenfahrzeug ohne eigenen Antrieb. Man unterscheidet zwischen Güterwagen, die zum Transport von Wirtschaftsgütern verwendet werden, und Reisezugwagen, deren Aufgabe es ist, Personen zu befördern. In Deutschland gehören Reisezugwagen und Güterwagen zu den Regelfahrzeugen. Ebenfalls zu den Eisenbahnwagen werden die Bahndienstwagen gezählt, die wiederum nicht zwingend den Regelfahrzeugen zugerechnet werden. Bei vielen Sekundär- und Lokalbahnen sowie Kleinbahnen wurden Personenwagen früher, analog zur Straßenbahn, als Beiwagen bezeichnet.

## Aufbau
Allen Eisenbahnwagen gemeinsam sind folgende Baugruppen:
- Zug- und Stoßeinrichtung an beiden Enden. Dies kann getrennte Zug- und Stoßeinrichtung, das heißt, ein Paar Puffer mit einer Zughakenkupplung dazwischen, oder aber eine kombinierte Zug- und Stoßeinrichtung, also eine Mittelpufferkupplung bedeuten. So genannte Anschlusswagen haben an einem Ende eine andere Zug- und Stoßeinrichtung als am anderen, zum Beispiel zum Kuppeln von niederflurigen Reisezugwagen mit Kupplung in Sonderbauweise an Lokomotiven mit normgerechter Kupplung.
- Der Rahmen, der die genormten Pufferdruck- und Hakenzugkräfte aufnimmt und auch die mehr oder weniger speziellen Vorrichtungen zur Aufnahme und Sicherung der Beförderungsgüter bzw. der Fahrgäste trägt. Mitunter sind Rahmen und Beförderungsgut-Aufnahme ein untrennbares Bauteil.
- Das Laufwerk, das aus je einer (meist) starren Achse vorne und hinten mit stählernen Spurkranz-Rädern (also zwei Radsätzen) oder aber je einem vorderen und hinteren Drehgestell bestehen kann. Fast alle modernen Eisenbahnwagen sind vierachsig mit zwei zweiachsigen Drehgestellen, schwere Güterwagen sind meist sechsachsig mit je zwei dreiachsigen Drehgestellen. Zunehmend werden Züge verwendet, die eine gewichtsparende Wagenkonstruktion mit nur je einem Jakobs-Drehgestell zwischen zwei Wagen haben. In Deutschland waren bis etwa in den 1960er Jahren auch Personenwagen mit drei Achsen verbreitet.
- Die Federung zwischen Wagenkasten/Rahmen und Laufwerk. Diese verbindet beide Teile elastisch miteinander und bestimmt so maßgeblich die Laufruhe und -sicherheit. Neben Blattfedern kommen bei modernen Fahrzeugen auch Schraubenfedern, Gummifedern und Luftfedern zum Einsatz, oft auch in Kombination miteinander.
- Das Bremssystem mit seinen genormten Teilen wie Druckluftleitungen, -behältern, Bremsventilen, Steuerbauteilen und Bremsklötzen, moderne Reisezugwagen haben jedoch oft Scheibenbremsen. Güterwagen sowie Reisezugwagen älterer Bauart sind in der Regel mit Klotzbremsen ausgerüstet.

Der Transport von Eisenbahnwagen auf der Straße ist durch Straßenroller möglich, die im Jahre 1931 von Johann Culemeyer entwickelt wurden. Wagen einer Spurweite können mittels Rollböcken oder Rollwagen auf Gleisen einer anderen Spurweite transportiert werden.

## Bestand der Eisenbahnwagen
In Deutschland befanden sich 2003 folgende Fahrzeuge im Bestand der Deutschen Bahn und weiterer Eisenbahnunternehmen:
- 107.031 Güterwagen der Deutschen Bahn
- 57.107 Güterwagen anderer Unternehmen
- 12.269 Reisezugwagen